# مونتارغيس
مونتاغجي (Montargis) بلدية فرنسية تقع في إقليم لويريت شمال وسط فرنسا، وتقع على نهر لوانغ.

## توأمة
لمونتارغيس اتفاقيات توأمة مع كل من:
- غريفين
- Crowborough [الإنجليزية]‏

## أعلام
- دافيد لو فرابور
- باسكال توماس
- باسكال فنسنت
- فرانك غافا
- كولين